# 孝坪镇
孝坪镇，是中华人民共和国湖南省怀化市辰溪县下辖的一个乡镇级行政单位。

## 行政区划
孝坪镇下辖以下地区：
号湾坪社区、李家坪社区、孝坪煤矿社区、红敏社区社区、千里坪村、竹坪村、米家溪村、方田村、栗树坪村、古寨村、高桥村、皂角坪村、江东村、三村、当江洲村、赤岩村、渔潭村、洞潭村、岩梯村、塘湾村、杉坳村和球岔村。